# Arrozal Treinta y Tres
Arrozal Treinta y Tres, conocido también como Arrozal 33, es un poblado agroindustrial del departamento de Treinta y Tres en Uruguay.

## Ubicación
El pueblo se ubica en el Paraje Rincón de Ramírez, muy cercano a la Laguna Merín. 
El poblado Arrozal, como lo llaman los vecinos de la zona, dista 30 km de la ciudad de Vergara y se encuentra a 90 km de la ciudad de Treinta y Tres.

## Actividad
La actividad productiva del pueblo es exclusivamente el cultivo, la industrialización y la exportación de arroz. 
La empresa Arrozal 33 SA ubicada en el mismo pueblo es la única fuente de trabajo de la población y explota una superficie de aproximadamente 8.500 hectáreas anuales arrendadas dedicadas al cultivo de arroz. 
A los que se le adicionan 1000 hectáreas de productores arroceros.
El pueblo cuenta con una escuela que tiene los seis años de educación primaria y tres años de educación media básica.

## Población
Según el censo del año 2011 realizado por el INE,cuenta con una población de 344 habitantes, de los cuales 186 son hombre y 158 mujeres.
En el pueblo existen 138 viviendas, 107 viviendas están ocupadas y 31 desocupadas, datos que fueron arrojados por el censo que se realizó en el año 2011.